# にくきう
にくきうとは、愛知県名古屋市の株式会社もりいんが製造・販売する印鑑、もしくはスタンプ類の登録商標（日本第4665575号）。苗字と肉球を模したデザインが印影となる（意匠登録（1184464号））。
にくきうの名はネコ目の四肢の先端にある「肉球」（にくきゅう）そのもの、もしくはその足跡、及びそれらを象ったデザイン一般について、愛らしく表現した言葉に由来する。
朱肉を必要とする一般的な印鑑の他に、やわらかい素材で印影が変わるため各種届出には使えない、ゴム製の浸透印や、住所などのゴムスタンプがある。
朱肉を必要とするにくきう印鑑は、多くの市町村でも差し障り無く実印として登録が可能。銀行や証券会社の届出印としても、また実質株主登録印としても断られることは殆ど無い。
なお、愛らしさやジョークのつもりで購入したとしても、これそのものはちゃんとした印鑑であり、可愛らしいから、面白いからと言って、意味も無くその辺りに捺印して回るのは、思わぬトラブルを生みかねないので注意が必要である。